# Ommatius laticrus
Ommatius laticrus là một loài ruồi trong họ Asilidae. Ommatius laticrus được Scarbrough miêu tả năm 2003. Loài này phân bố ở vùng Tân nhiệt đới.